# Eldora, Iowa
Eldora är administrativ huvudort i Hardin County i delstaten Iowa. Eldora hade 2 732 invånare enligt 2010 års folkräkning.